# Мур, Тони
Майкл Энтони «Тони» Мур — американский художник, работает преимущественно в жанре хоррор и научная фантастика. Более известен работами по комиксам «Ходячие мертвецы», «Агент страха» и «Уничтожители».

## Биография
Родился в городке Лексингтон, штат Кентукки. Детство его прошло в городе Синтиана, штат Кентукки.
В седьмом классе Тони познакомился с Робертом Киркманом. Вместе они основали крупнейшее издательство Фанк-О-Трон, в котором выдали свою первую работу Боевой Папа. Мур изучал живопись и графику в Университете Луисвилля, но образование так и не получил. Вскоре Киркман и Мур запустили две серии комиксов: Брит и Ходячие мертвецы.